# Франц I (Саксония-Лауенбург)
Франц I (на немски: Franz I von Sachsen-Lauenburg; * 1510; † 19 март 1581, Букстехуде до Хамбург) от род Аскани, е херцог на Саксония-Лауенбург от 1543 до 1581 г.

## Живот
Той е единственият син на херцог Магнус I (1470 – 1543) и Катарина фон Брауншвайг-Волфенбютел (1488 – 1563), дъщеря на княз Хайнрих I фон Брауншвайг-Волфенбютел от род Велфи и на Катарина от Померания.
Франц I се жени на 8 февруари 1540 г. в Дрезден за Сибила Саксонска (* 2 май 1515, † 18 юли 1592), дъщеря на херцог Хайнрих IV от Саксония от род Албертини и принцеса Катарина от Мекленбург, дъщеря на херцог Магнус II от Мекленбург.
През 1543 г., след смъртта на баща му, той става херцог на Саксония-Лауенбург. На 15 януари 1571 г. той се отказва от управлението в полза на син му Франц II. През 1574 г. Франц I поема отново управлението. След смъртта му синовете му поемат заедно управлението до 1588 г.

## Деца
Франц I и Сибила Саксонска имат децата:
- Албрехт (1542 – 1544)
- Доротея (1543 – 1586)

∞ 1570 херцог Волфганг от Брауншвайг-Грубенхаген (1531 – 1595)
- Магнус II (1543 – 1603), херцог на Саксония-Лауенбург

∞ 1568 принцеса София Васа от Швеция (1547 – 1611)
- Франц II (1547 – 1619), херцог на Саксония-Лауенбург

∞ 1. 1574 принцеса Маргарета от Померания (1553 – 1581)
∞ 2. 1582 принцеса Мария от Брауншвайг-Волфенбютел (1566 – 1626)
- Хайнрих (1550 – 1585), княз архиепископ на Бремен (1567 – 1585)

∞ 1575 Анна фон Бройч
- Мориц (1551 – 1612), херцог на Саксония-Лауенбург

∞ 1581 (разведен 1582) Катарина фон Шпьорк
- Урсула (1545 – 1620)

∞ 1580, херцог Хайнрих от Брауншвайг-Даненберг (1533 – 1598)
- Фридрих (1554 – 1586), каноник на Кьолн и Бремен
- Сидония Катарина († 1594)

∞ 1. 1567 херцог Венцел III Адам фон Цешин (1524 – 1579)
∞ 2. 1586 Емерих III Форгах, обергеспан на Трентчин
Илегитим:
- Франц Раутенщайн († след 26 декември 1618)

С Елза Раутенщайн
- Катарина фон Саксония (1565 – 1587), ∞ 1579 Йохан Гротян